# NQ Vulpeculae
NQ Vulpeculae es el nombre que los astrónomos le dieron a la nova aparecida en la constelación de Vulpecula el 21 de octubre del año 1976. Alcanzó un brillo máximo de magnitud 6. Fue descubierta el 21 de octubre de 1976 por George Alcock.

## Ubicación
- Ascensión recta: 19h 29’ 14.67"
- Declinación: +20° 27’ 58"